# Roeselia kolbi
Roeselia kolbi är en fjärilsart som beskrevs av Daniel 1935. Roeselia kolbi ingår i släktet Roeselia och familjen trågspinnare. Inga underarter finns listade.